# Alphonse (serie televisiva)
Alphonse è una serie televisiva francese creata da Nicolas Bedos.
La serie è stata pubblicata su Prime Video dal 12 ottobre al 2 novembre 2023.

## Trama
Per ravvivare la sua vita sessuale, Alphonse intraprende la carriera di gigolò, in sostituzione del padre Jacques. Così Alphonse ha l'occasione di incontrare molte donne diverse, di cui deve soddisfare i desideri più reconditi, che lo conducono in folli avventure. 

## Episodi
| nº | Titolo originale | Titolo italiano | Pubblicazione   |
| -- | ---------------- | --------------- | --------------- |
| 1  | Épisode 1        | Episodio 1      | 12 ottobre 2023 |
| 2  | Épisode 2        | Episodio 2      | 12 ottobre 2023 |
| 3  | Épisode 3        | Episodio 3      | 12 ottobre 2023 |
| 4  | Épisode 4        | Episodio 4      | 19 ottobre 2023 |
| 5  | Épisode 5        | Episodio 5      | 26 ottobre 2023 |
| 6  | Épisode 6        | Episodio 6      | 2 novembre 2023 |

## Personaggi e interpreti

### Personaggi principali
- Alphonse Bisson, interpretato da Jean Dujardin, doppiato da Francesco Prando.
- Margot, interpretata da Charlotte Gainsbourg, doppiata da Selvaggia Quattrini.
- Martha, interpretata da Nicole Garcia, doppiata da Fabrizia Castagnoli.
- Jacques Bisson, interpretato da Pierre Arditi, doppiato da Michele Gammino.
- Laura Tomazi, interpretata e doppiata da Laura Morante.
- Adèle Clement, interpretata da Francine Bergé, doppiata da Angiola Baggi.
- Ève Bragnier, interpretata da Marie-Christine Barrault, doppiata da Melina Martello.

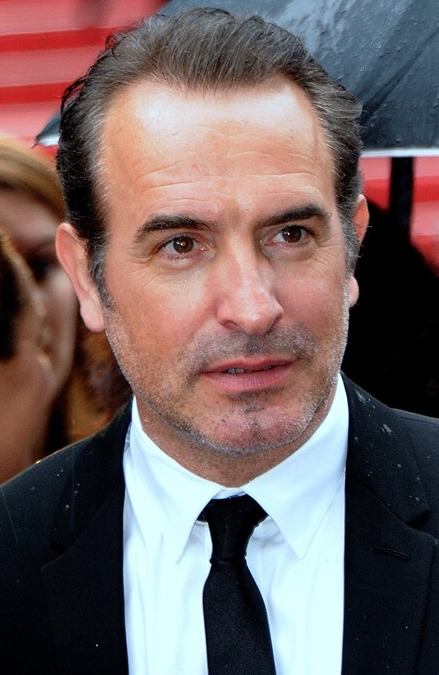
Jean Dujardin interpreta Alphonse Bisson
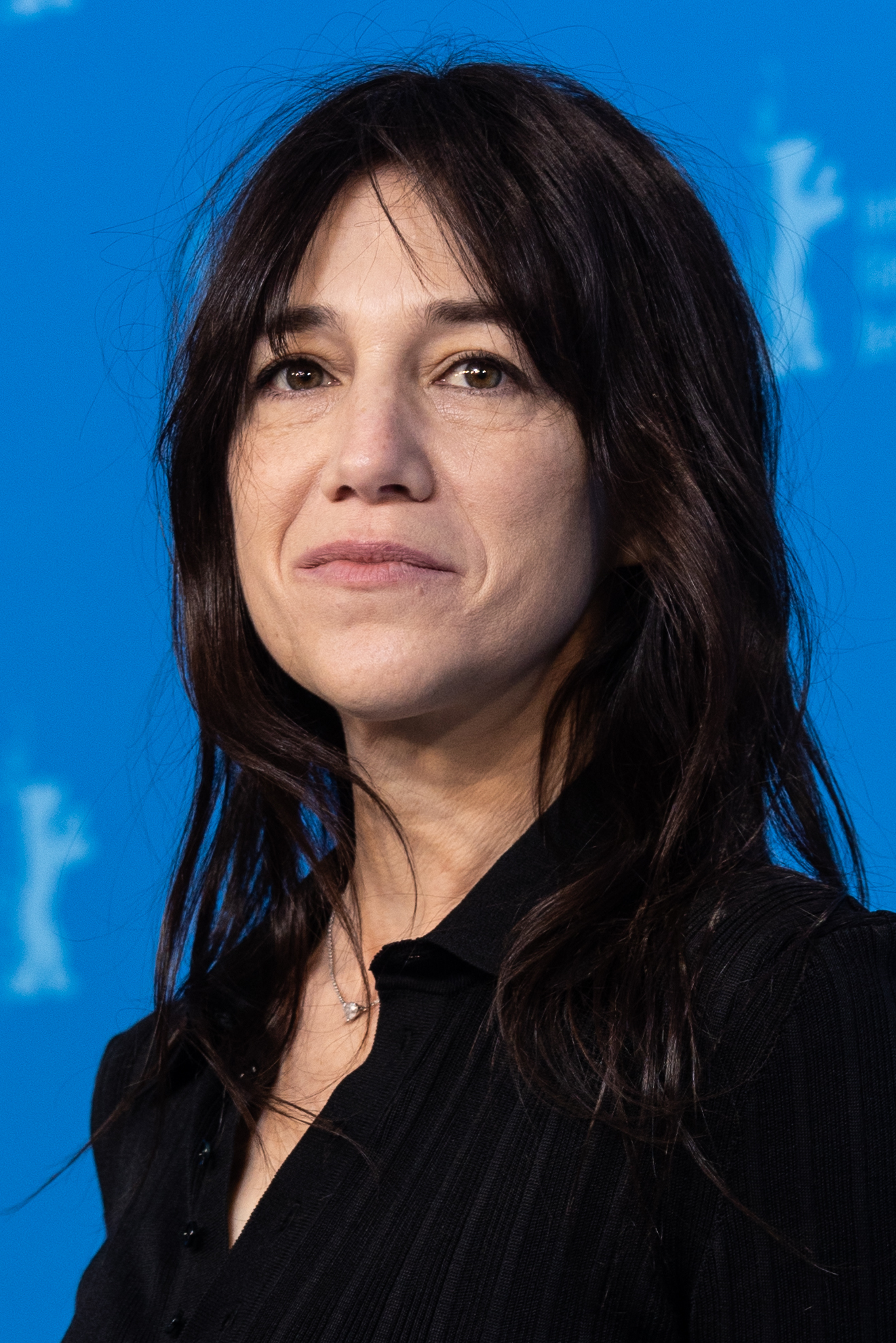
Charlotte Gainsbourg interpreta Margot
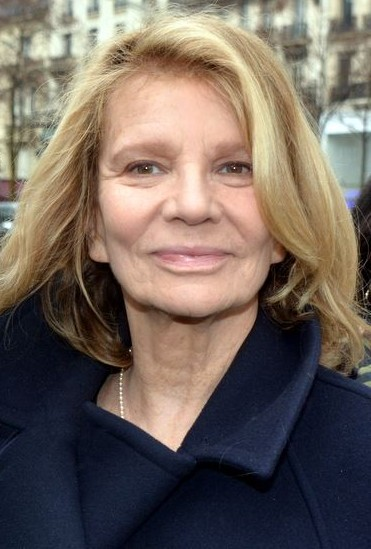
Nicole Garcia interpreta Martha
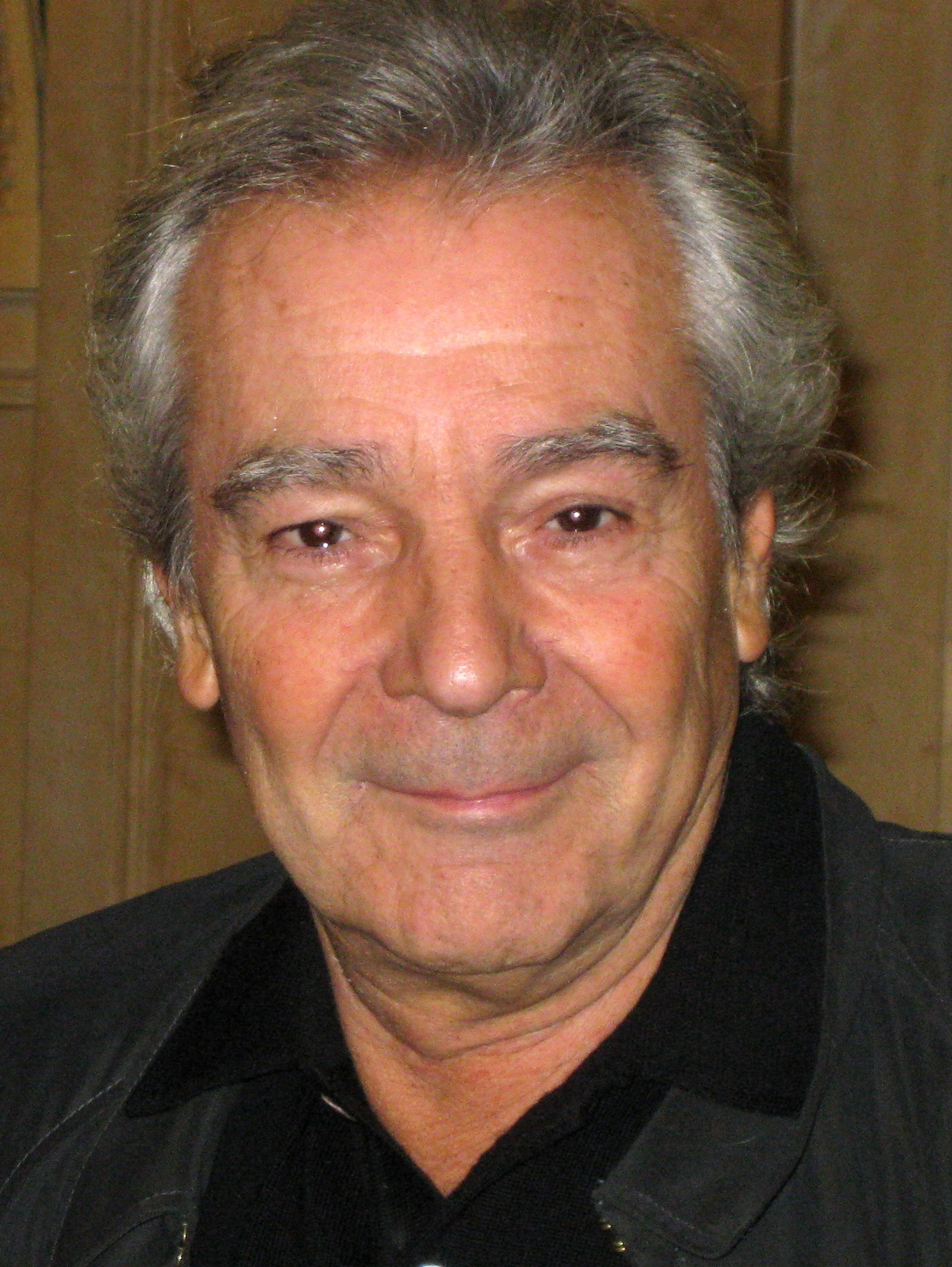
Pierre Arditi interpreta Jacques Bisson
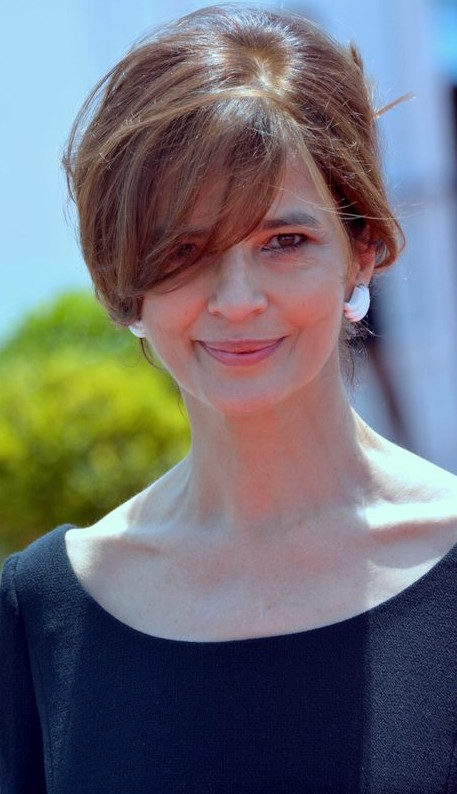
Laura Morante interpreta Laura Tomazi
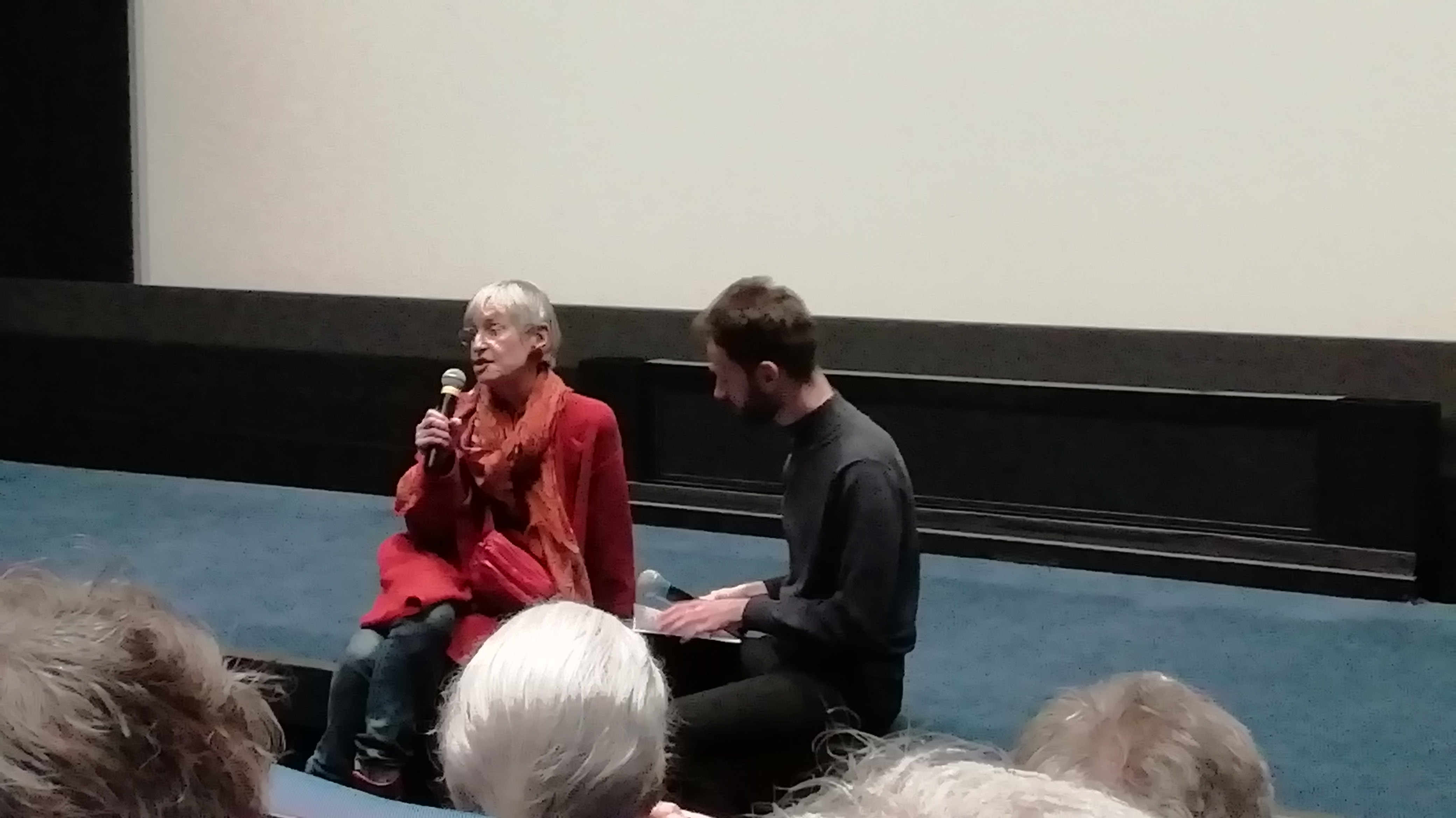
Francine Bergé interpreta Adèle Clement
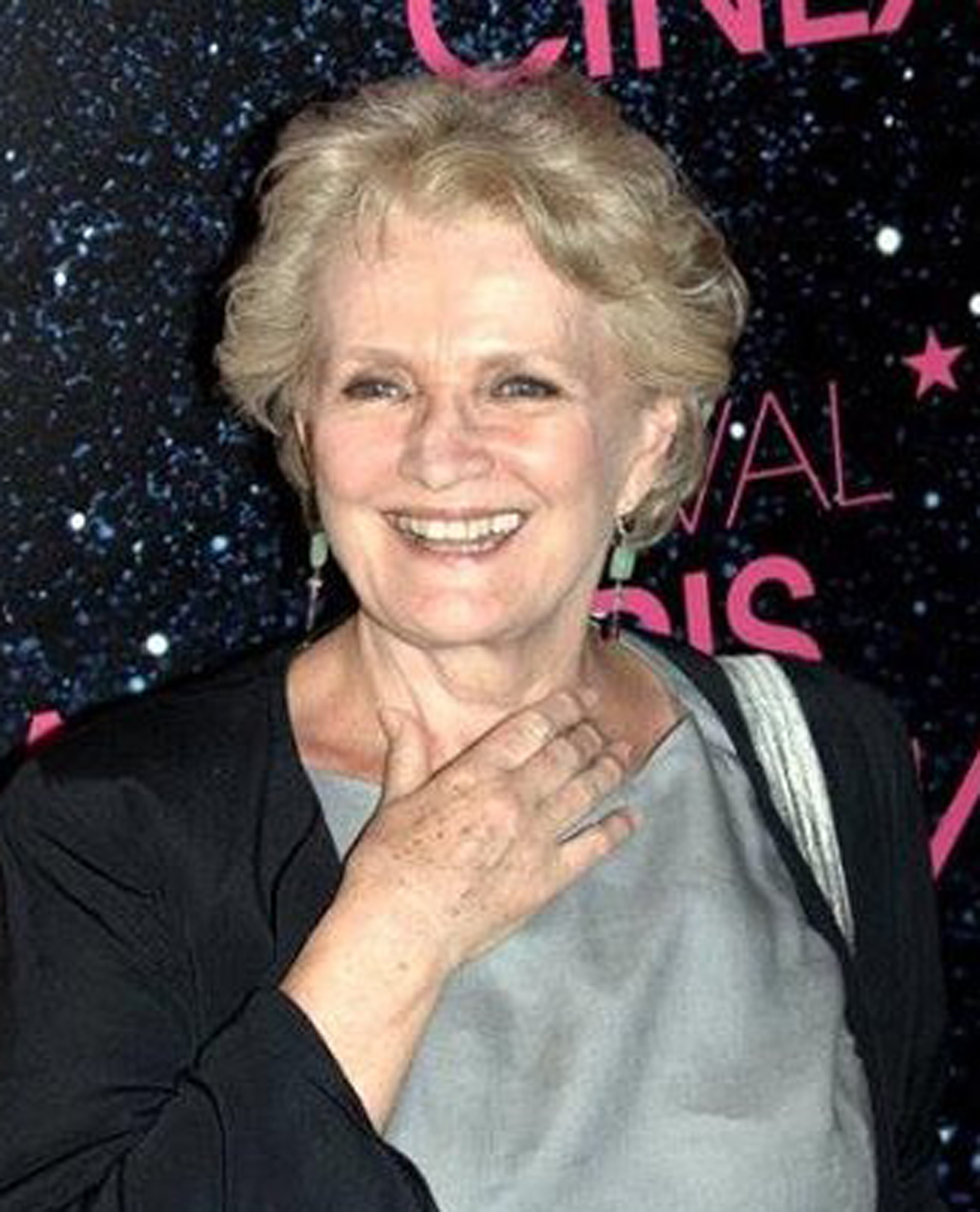
Marie-Christine Barrault interpreta Ève Bragnier

### Personaggi ricorrenti
- Natacha Gemier, interpretata da Lubna Azabal, doppiata da Francesca Fiorentini.
- Wildred, interpretato da Vincent Macaigne.
- Bruno, interpretato da Olivier Barthélémy.
- Madeleine, interpretata da Alice Dufour.
- Lucien Moreira, interpretato da Michaël Cohen.
- Eléonore Baumann, interpretata da Elsa Zylberstein.
- Psicanalista, interpretata da Myriem Akheddiou, doppiata da Tiziana Avarista.
- Marianne, interpretata da Nicole Calfan.
- Marie, interpretata da Anne Canovas.
- Elise Duthi, interpretata da Martine Chevallier.
- Catherine, interpretata da Évelyne Dandry.
- Chantal Godeffroy, interpretata da Elisabeth Macocco.
- Françoise Berleau, interpretata da Chantal Neuwirth, doppiata da Antonella Giannini.
- Carine Grotze, interpretata da Anne-Marie Pisani.
- Louis, interpretato da Louka Meliava, doppiato da Stefano Sperduti.
- Marco, interpretato da Rachid Guellaz.
- Clémence, interpretata da Anaïs Fabre.
- Jacques Bisson (giovane), interpretato da Gall Gaspard.
- Martha (giovane), interpretata da Alice Aufray.
- Laura Tomazi (giovane), interpretata da Carolina D'Alterio.
- Adèle Clément (quarantenne), interpretata da Charley Fouquet.

## Distribuzione
La serie è stata pubblicata, a livello internazionale, a partire dal 12 ottobre 2023 su Prime Video, con la distribuzione dei primi tre episodi. Gli episodi successivi vengono pubblicati settimanalmente fino al 2 novembre 2023.

## Accoglienza
La serie ha diviso la critica. Molte testate l'hanno definita "volgare", "di cattivo gusto", "misantropa" e "misogina". Al contrario, viene elogiata da Paris Match, Le Figaro e dalla rivista Marianne che denuncia anche un complotto contro di essa.

## Controversie
La serie non è stata pubblicizzata da Prime Video a causa di Nicolas Bedos, coinvolto in un'indagine per stupro e violenza sessuale.

## Remake
Il 21 dicembre 2023 è stato pubblicato, sempre su Prime Video, il remake italiano della serie, dal titolo Gigolò per caso. Il protagonista Alfonso è interpretato da Pietro Sermonti che viene affiancato da Christian De Sica, Asia Argento e Ambra Angiolini.